# Odlum Brown Vanopen 2019
Die Odlum Brown Vanopen 2019 waren ein Tennisturnier der ATP Challenger Tour 2019 für Herren und ein Tennisturnier des ITF Women’s World Tennis Tour 2019 für Damen in Vancouver. Sie fanden zeitgleich vom 12. bis 18. August 2019 statt.